# 2021年紐約影評人協會獎
第87屆紐約影評人協會獎（英語：The 87th New York Film Critics Circle Awards）旨在表揚2021年優秀的電影作品，於2021年12月3日宣布得獎名單，原訂於2022年1月10日舉行頒獎典禮，但受到COVID-19疫情影響，典禮將推遲至3月16日舉行。
由濱口龍介自編自導，改編自村上春樹所著之同名短篇故事的日本電影《驾驶我的车》獲得最佳影片，出自丹麥的動畫紀錄片《漂浪人生》獲得最佳非虛構電影，最佳外語片則由挪威電影《世界上最糟糕的人》奪得。
由珍·康萍自編自導的書籍改編電影《犬山記》獲得最佳導演、最佳男主角（班奈狄克·康柏拜區）與最佳男配角（寇帝·史密-麥菲），由保羅·湯瑪斯·安德森自編自導的《甘草比萨》獲得最佳劇本，最佳女主角則由在《Gucci：豪門謀殺案》中扮演真實人物的Lady Gaga奪得。

## 得獎名單

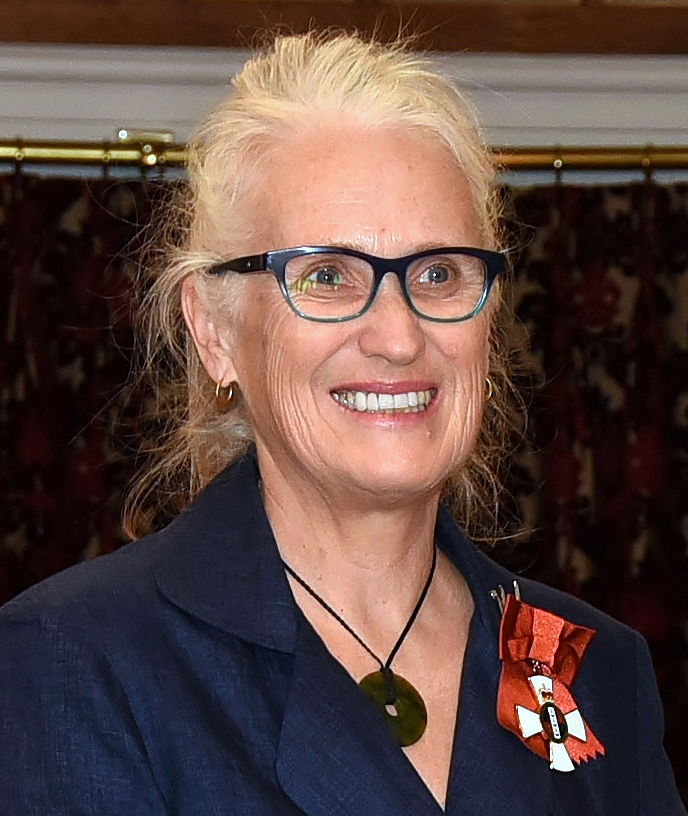
最佳導演：珍·康萍

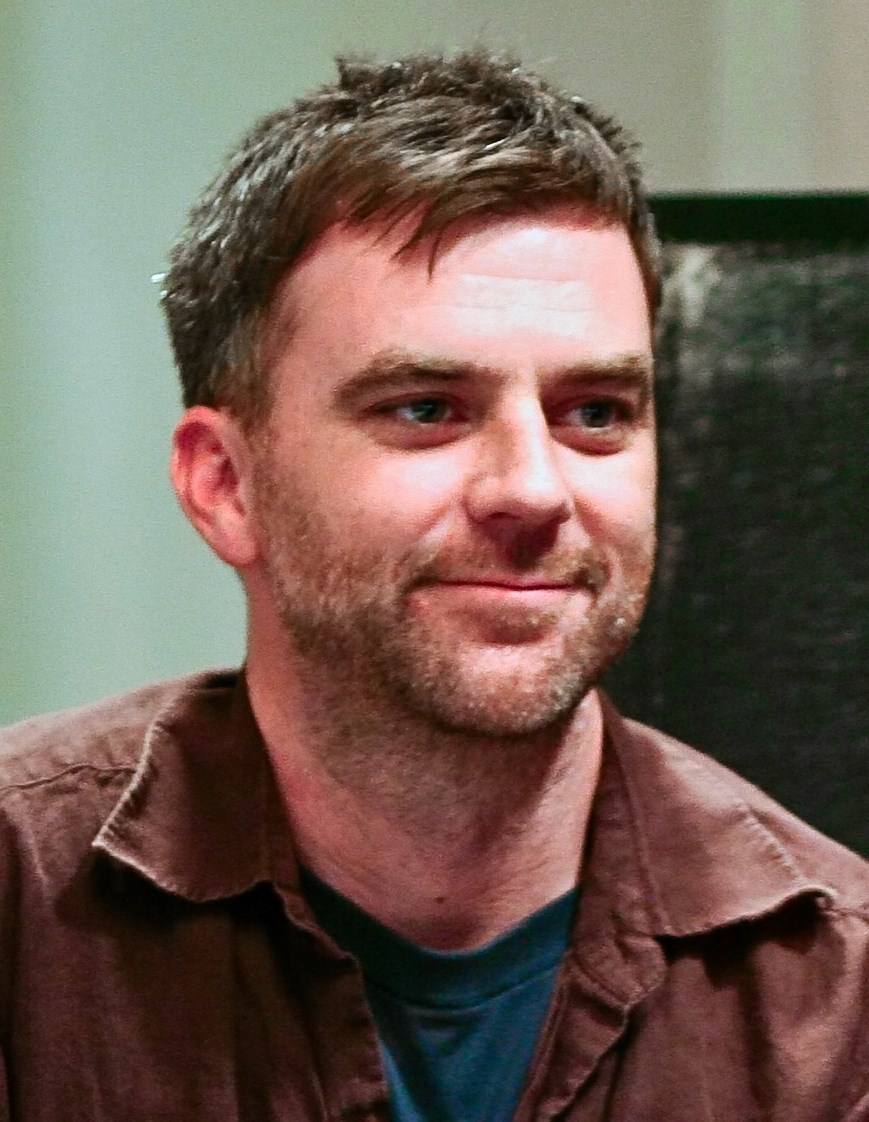
最佳劇本：保羅·湯瑪斯·安德森

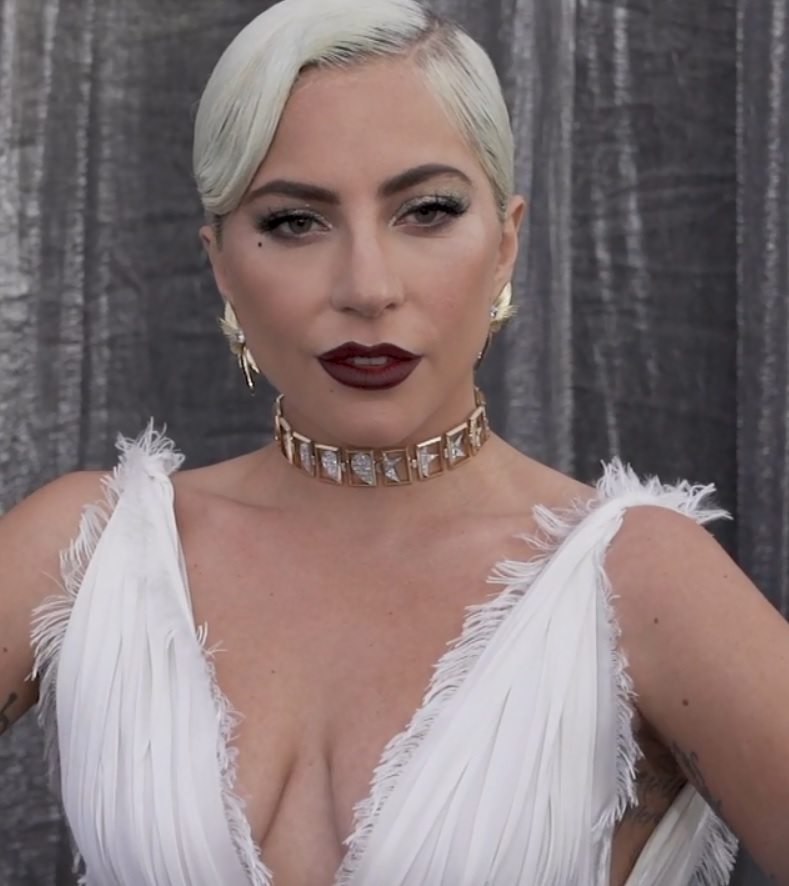
最佳女主角：Lady Gaga

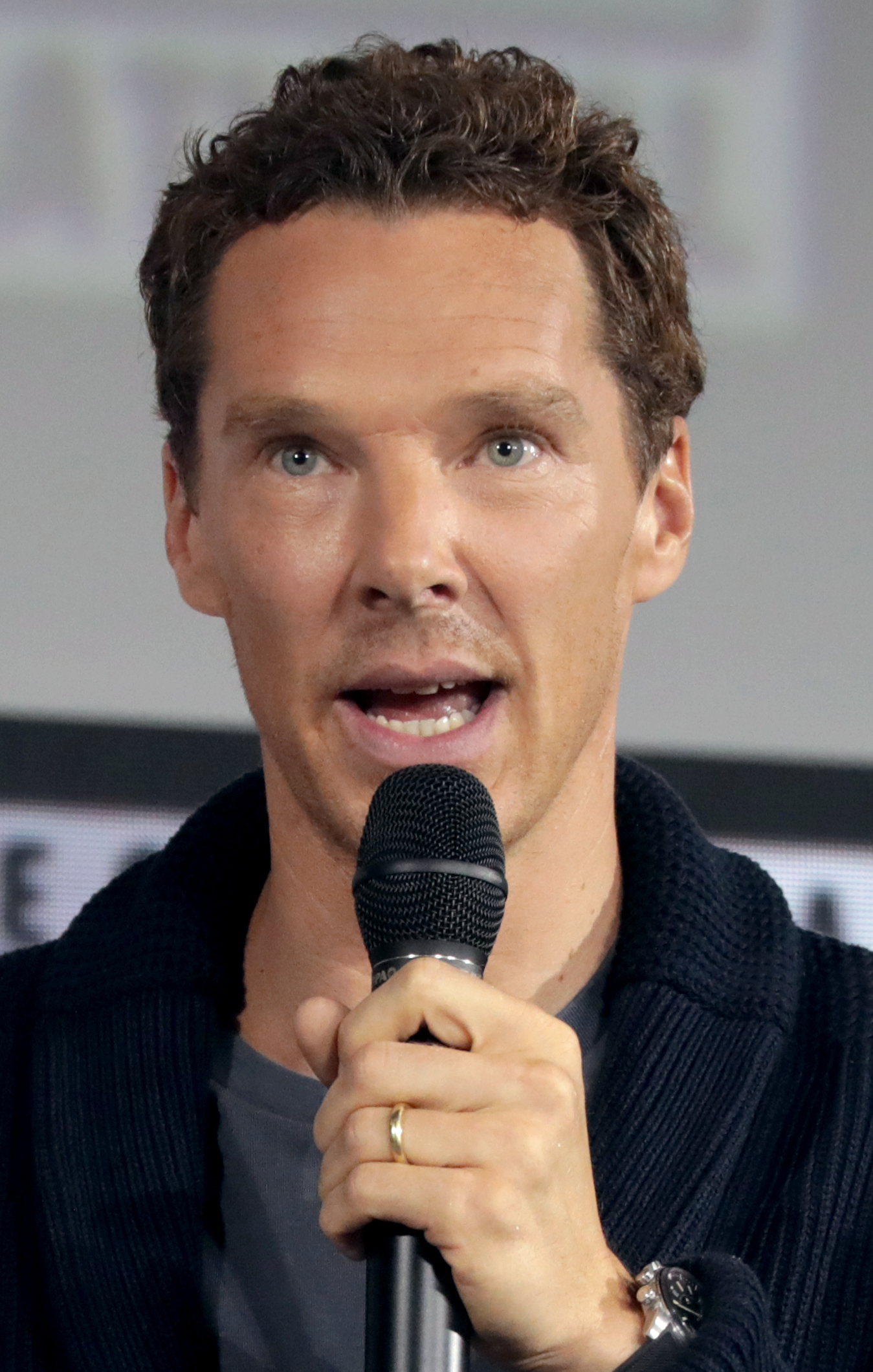
最佳男主角：班奈狄克·康柏拜區

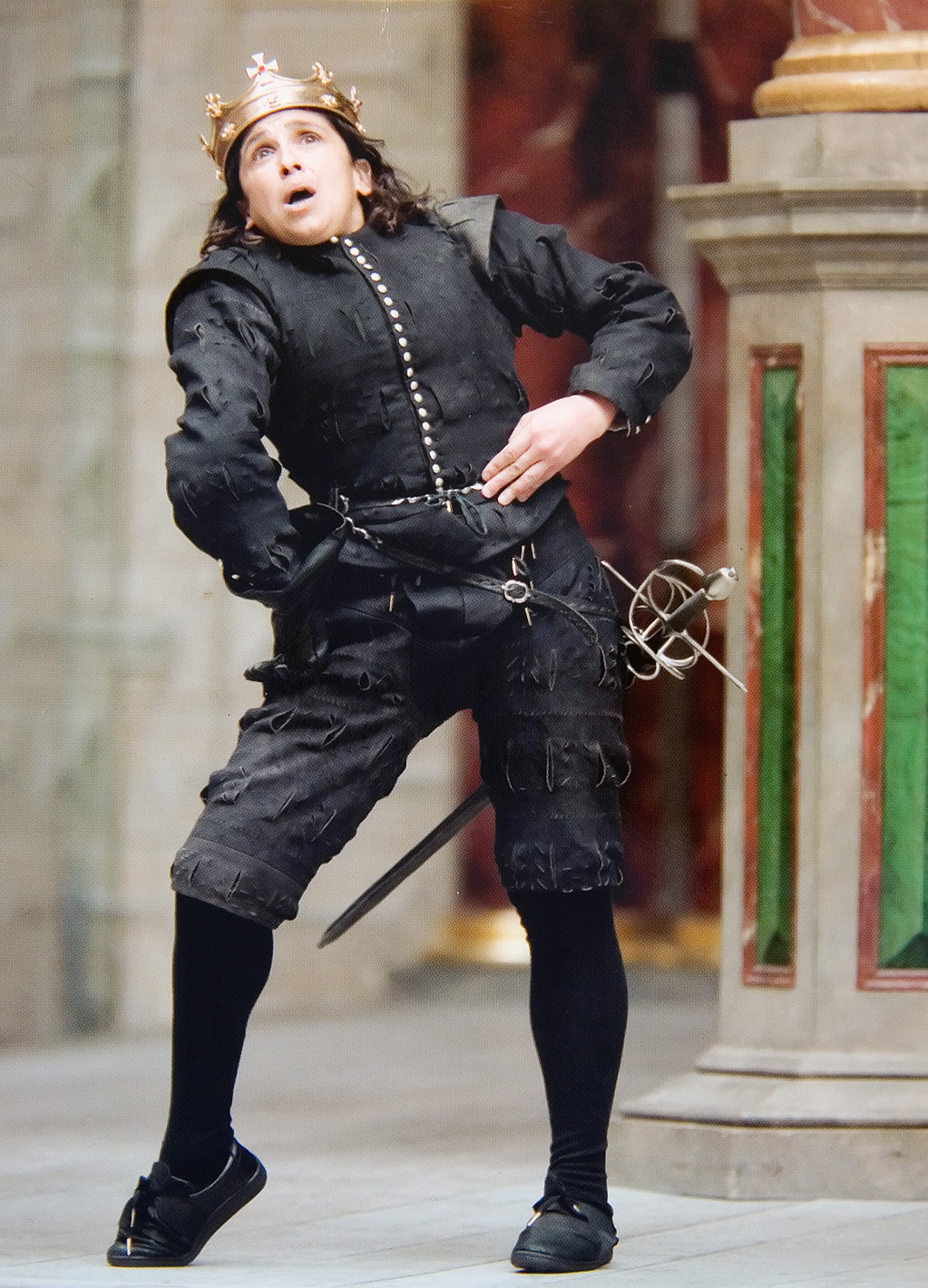
最佳女配角：凱瑟琳·亨特

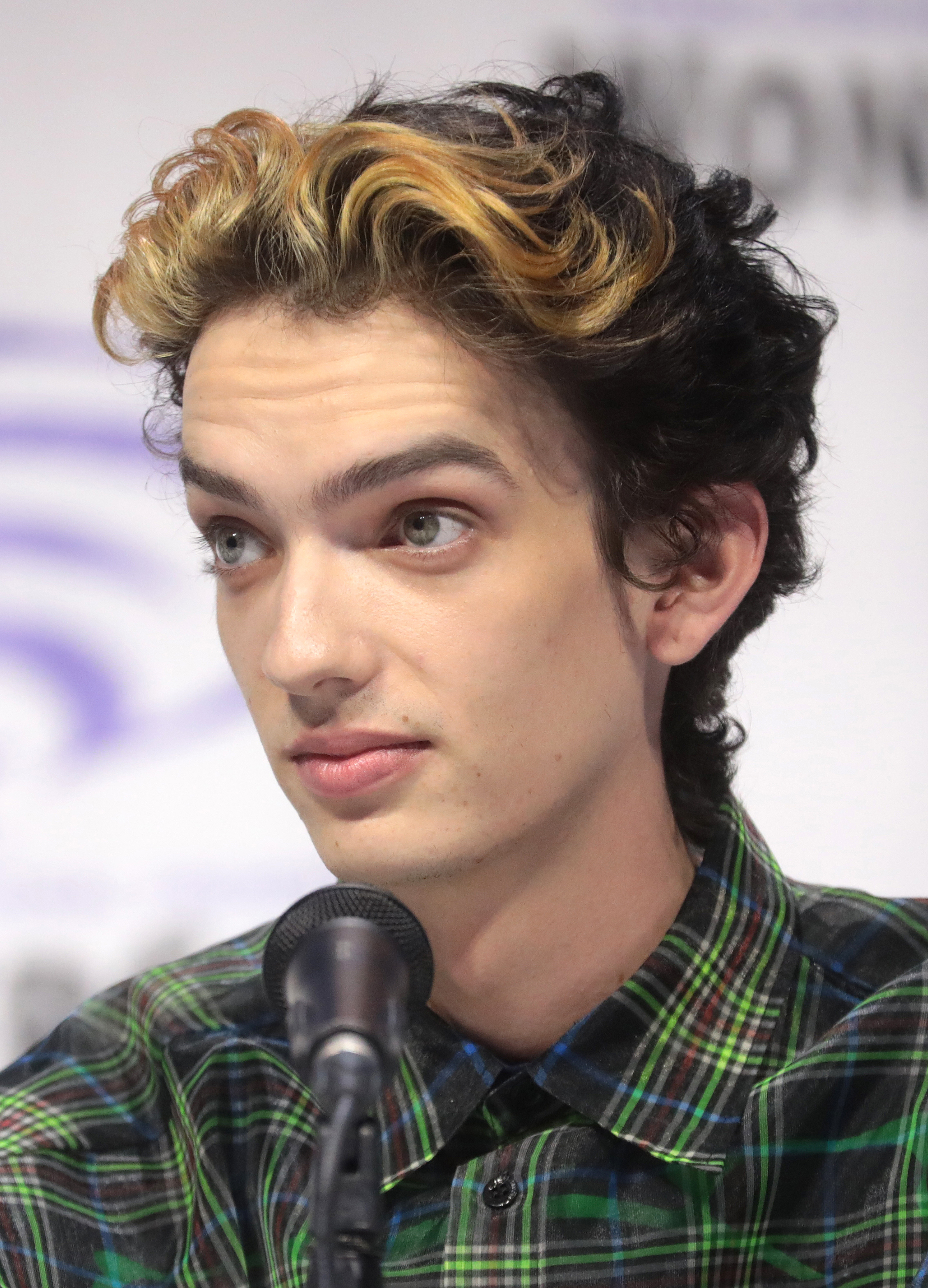
最佳男配角：寇帝·史密-麥菲

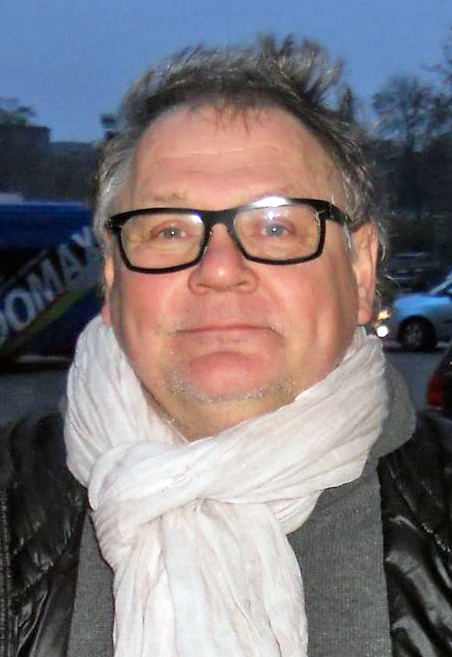
最佳攝影：亞努斯·卡明斯基

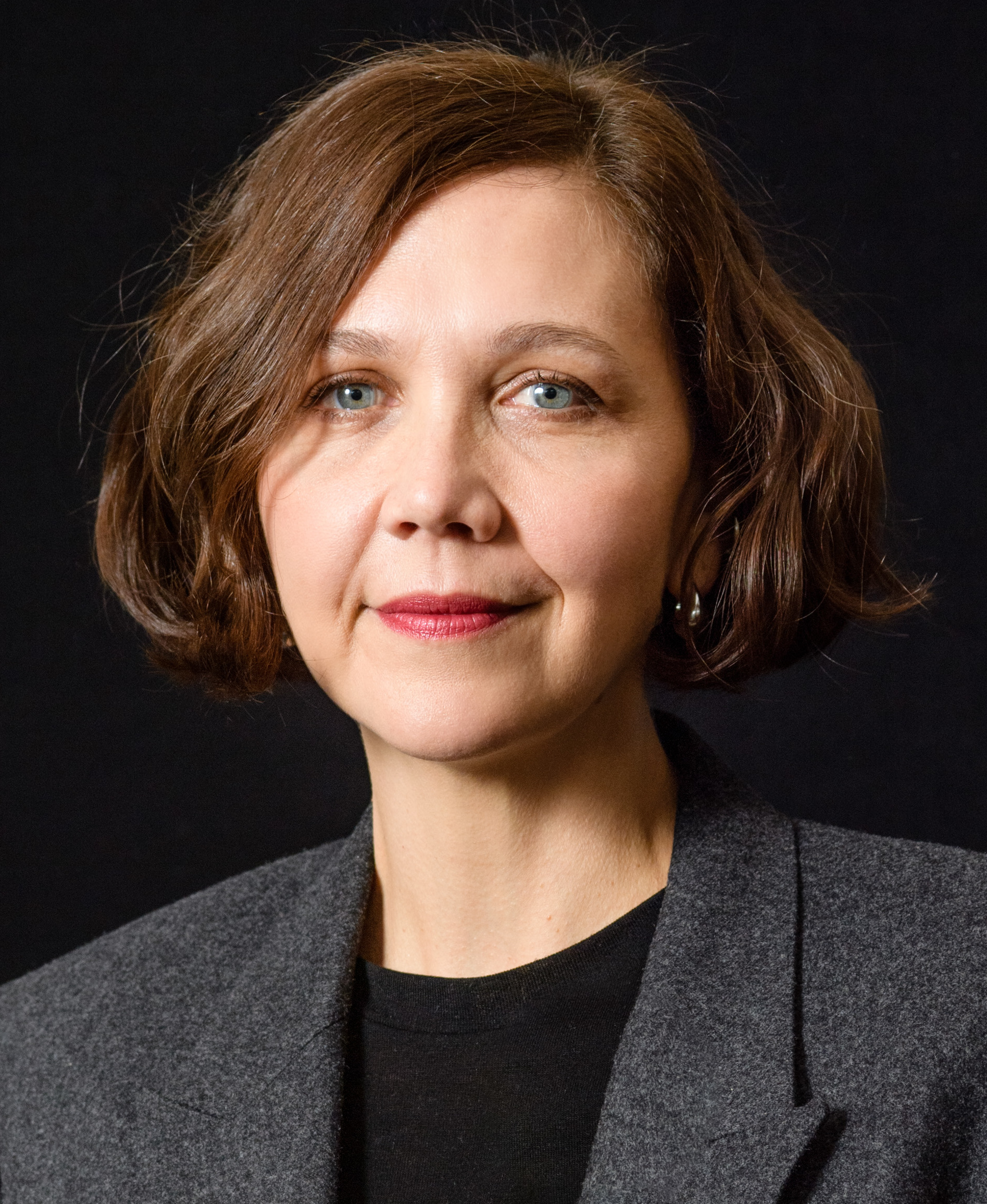
最佳首部電影：瑪姬·吉倫荷

- 最佳影片

《驾驶我的车》
- 最佳導演

《犬山記》珍·康萍
- 最佳劇本

《甘草比萨》保羅·湯瑪斯·安德森
- 最佳女主角

《Gucci：豪門謀殺案》Lady Gaga
- 最佳男主角

《犬山記》班奈狄克·康柏拜區
- 最佳女配角

《馬克白》凱瑟琳·亨特
- 最佳男配角

《犬山記》寇帝·史密-麥菲
- 最佳攝影

《西城故事》亞努斯·卡明斯基
- 最佳動畫片

《米家大戰機器人》
- 最佳非虛構電影

《漂浪人生》
- 最佳外語片

《世界上最糟糕的人》
- 最佳首部電影（英语：New York Film Critics Circle Award for Best First Film）

《失去的女兒》瑪姬·吉倫荷
- 特別獎

瑪雅·凱德（Maya Cade）－黑人電影檔案創辦人
馬歇爾·芬恩－表揚其任職紐約影評人協會總經理的經歷以及為紐約電影圈的貢獻
黛安·韋爾曼（追授）－在日舞協會與參與者中支持大膽又具影響力的電影

## 外部連結
- 官方网站（英文）